# ホムスの戦い (2024年)
ホムスの戦い（ほむすのたたかい）は、シリア内戦のシリア北西部攻勢の一つで、シリア救国政府（SSG）とトルコの支援を受けた連合軍、そしてシリア暫定政府（SIG）が行った軍事作戦。
この作戦は、2024年12月5日、ハマーの戦いでハマーを占領した後、軍事作戦司令部(シリア)によって開始された。この戦闘の結果、政府軍がホムスを放棄し、12月7日夜から8日にかけて同市を反体制軍が占領した。

## 背景
2024年11月5日、イスラエルはアル・クサイル市のヒズボラ武器庫を空爆した。
2024年11月16日、イスラエルによるヒズボラに対する二回目の空爆がアルクサイル地域で行われた。シリアの軍事拠点も標的となった。空爆は、クサイルとホムスの東部および西部のいくつかの町を結ぶオロンテス川にかかる橋を含むいくつかの橋を破壊した。
2024年11月27日、シャーム解放機構（HTS）率いるシリア反体制派は、シリア北西部で親政府軍への攻撃を開始した。これは、2020年3月のイドリブ停戦以来、紛争におけるどんな陣営にとっても最初の大規模な攻撃となった。
12月5日、反体制派がハマを占領した。反体制派の進撃を受け、ホムスの数千人の住民が脱出した。

## 攻撃
2024年12月5日のハマー陥落後、反体制派はホムス市中心部から約40キロ離れた場所に布陣した。政府軍はアッ・ラスタンから撤退し、タルビーセ市も反体制派の進撃を受けて陥落したと伝えられている。反体制派はティル・マラ村付近でシリア・アラブ軍第27師団に対してドローン攻撃を行った。

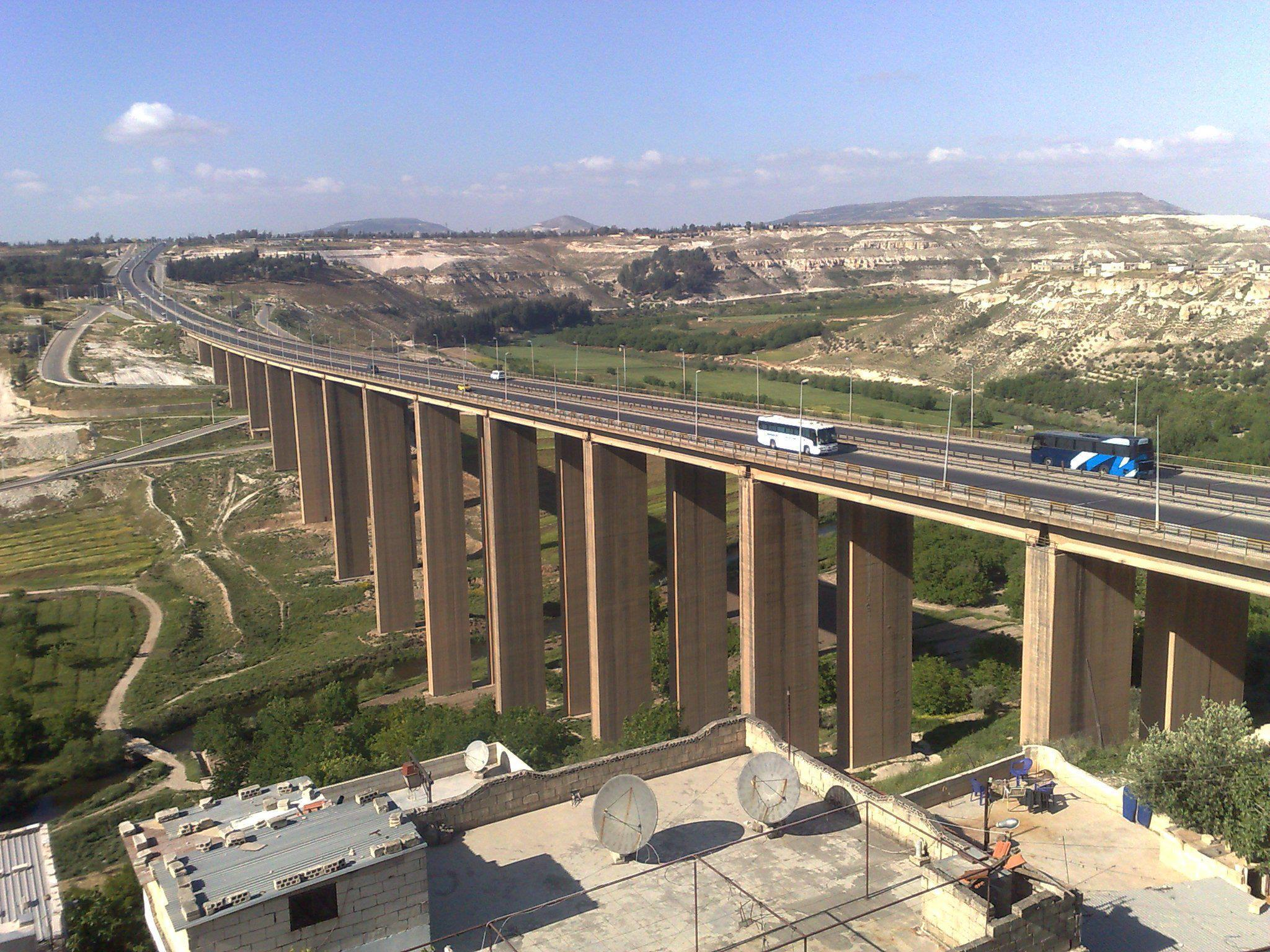
アッ・ラスタン橋は、HTSと同盟軍の前進を阻止するため、ロシア航空宇宙軍の空襲によって損傷した。

現地の武装勢力は、アル＝ラスタン郊外にあるシリア軍の工兵大隊施設を占領し、そこで軍用車両や弾薬物資を入手した。SAR所属の戦闘機は、アッ・ラスタンの北部周辺と、ハマーとホムスを結ぶ主要な橋の周辺地域を標的に、約10回の空爆を行った。SAAはまた、タルビーセの反体制派陣地を、数年ぶりに砲撃とミサイルで攻撃した。シリア当局は、ラスタンとタルビーセをホムス市から隔離するため、タルビーセに接近するホムス＝ハマー幹線道路沿いに土の障壁を設置した。武器や弾薬を積んだ200台以上の車両で構成されるシリア軍の大規模な車列は、アル＝ワール地区と軍事教育施設付近の陣地を強化するため、ホムス市へ方向転換された。反政府勢力の前進を阻止するため、ロシア航空宇宙軍はホムスとハマを結ぶM5高速道路 (シリア)のアル・ラスタン橋を空襲した。
2024年12月6日、反体制派はアッ・ラスタン、タルビーセ、アッ・ダール・アル・カビーラを占領し、ホムス郊外に接近した。一方、政府軍はホムス北部のいくつかの町（テイル・マアラ、アッ・ザアファラーニーヤ、アル・マジュダル、デイル・フール、アシーラ、ファルハーニーヤ、アル・ワージイーヤ、アル・ガーシビーヤ、アル・マクラミーヤ、イッズッディーン）から撤退した。午後までに、政府軍はホムスからラタキア市に向かって完全に撤退したと伝えられ、市内のシーア派が多数を占める地区には地元の親政府派武装勢力が残るのみとなった。だがシリア国防省はこれらの報道を否定した。 政府軍は、M45ハイウェイとして知られるホムス-ハマーハイウェイのアッ・ラスタン橋に対する空爆を呼びかけ、ハマーとホムスの両方を反体制勢力から遮断し、反体制勢力の前進を鈍らせようとした。一方ホムス東部郊外への空爆で市民20人が死亡した。 
その日、イスラエルの空爆は、ヒズボラの武器輸送拠点として使われていた、ホムス南西部のアル・クサイル地方にあるアリーダ検問所とジュシエというレバノンとの2つの国境交差点を標的にした。
政府軍は同日から2024年12月7日の夜にかけて、ホムス市近郊に「大規模な増援部隊」を移動させた。
2024年12月7日、HTS率いる反政府勢力は激しい戦闘の中、ホムス市郊外に到達した。一方空爆と砲撃で少なくとも7人の市民が死亡した。ヒズボラはアル・クサイルに2000人の戦闘員を派遣すると発表したが、反体制派とはまだ衝突していない。ロイター通信は午後までに、反体制派軍が北部と東部から郊外に入ったと報じた。夜には反体制派が市北部のホムス中央刑務所を占拠し、数百人の拘留者を釈放した。ヒズボラのエリート部隊ラドワーン部隊から数十人のヒズボラ戦闘員が、シリア軍はホムスの防衛はもはや不可能と判断したため、ホムスから逃亡した。
別の出来事として、アメリカの支援を受けたシリア自由軍がホムス東部地方に進軍し、政府に対する新たな戦線を開いた。反体制派はパルミラ、アッ・スフナ、カリェティン村とアル・カルヤタイン村を占領した。(パルミラ攻勢 (2024年))また反体制派は戦略的に重要な位置にあるグラブ山とジャバル・アルグラブ山を占領した。
2024年12月8日早朝、シリアの反体制派はホムス市を完全に占領したと宣言し、ラタキア県は事実上、国内の他の地域から切り離された。反体制派はホムス県への進撃を続け、数百人のヒズボラ戦闘員がレバノンに撤退した後、アル・クサイルを占領した。その直後、イスラエル空軍は、国境交差点でヒズボラ輸送隊のひとつを攻撃した。